# Южный Коксес
Южный Коксес — река в России, протекает по территории Туруханского района Красноярского края. Начинается в небольшом озере на высоте 119 метров над уровнем моря. Устье реки находится в 39 км по левому берегу реки Коксес. Длина реки составляет 27 км.

## Данные водного реестра
По данным государственного водного реестра России относится к Нижнеобскому бассейновому округу, водохозяйственный участок реки — Таз, речной подбассейн реки — Подбассейн отсутствует. Речной бассейн реки — Таз.
По данным геоинформационной системы водохозяйственного районирования территории РФ, подготовленной Федеральным агентством водных ресурсов:
- Код водного объекта в государственном водном реестре — 15050000112115300063600
- Код по гидрологической изученности (ГИ) — 115306360
- Код бассейна — 15.05.00.001
- Номер тома по ГИ — 15
- Выпуск по ГИ — 3